# Национална библиотека Немачке
Немачка национална библиотека је централна библиотека и национални библиографски центар у Савезној Републици Немачкој. Њен задатак је сакупљање, трајно архивирање, свеобухватно документовање и књижење библиографских публикација на немачком језику од 1913. године, као и страних публикација о Немачкој, превода немачких радова и радова емиграната који су објављени у иностранству између 1933. и 1945. године, како би их учинили доступним јавности. Немачка национална библиотека одржава кооперативне односе на националном и међународном нивоу.
Немачка национална библиотека је настала спајањем више институција: „Deutsche Bücherei“ основана у Лајпцигу 1912. године и „Deutsche Bibliothek Frankfurt am Main“ основана 1946. године, у Франкфурту. Немачки музички архив („Deutsches Musikarchiv“ или DMА) је основан у Берлину и део је Немачке националне библиотеке од 1970. године али је 2010. године пребачен у Лајпциг. Архив је одговоран за обраду и библиографско индексирање музичких нумера и звучних записа. Поновним уједињењем Немачке, ови објекти се уједињују у једну институцију.

## Историја
Током немачких револуција 1848. године различити књижевници и издавачи су понудили своје радове парламенту у Франкфурту за парламентарну библиотеку. Библиотека, коју је водио Јохан Хајнрих Плат, назвао је „Reichsbibliothek“ ( или само „Reich library“). После неуспеха револуције библиотека је напуштена, а залиха књига која је опстала, пребачена је у Немачки национални музеј, у Нирнберг. Године 1912, на годишњем сајму књига у Лајпцигу, краљевина Саксонија и удружење немачких књижара су се договорили да оснују немачку националну библиотеку. Од 1. јануара 1913. све публикације на немачком су систематски прикупљене, укључујући и књиге из Аустрије и Швајцарске. Исте године, др. Густав Вал је изабран за првог директора библиотеке.
Под нацистичком влашћу, од 1933. до 1945. године, немачке библиотеке су биле цензурисане, постајући продужетак националсоцијалистичке владавине. Књиге које су нацисти запленили у окупираним земљама ушле су у немачке збирке.
Године 1946. др. Георг Курт Шауер, Хајнрих Кобет, Виторио Клостерман и професор Ханс Вилхелм Епелшајмер, директор Универзитетске библиотеке у Франкфурту, иницирали су поновно успостављање немачке архивске библиотеке у Франкфурту. Савезни државни представници трговине књига у америчкој зони су пристали на предлог. Град Франкфурт се сложио да подржи планирану архивску библиотеку са кадровским и финансијским ресурсима. Војна влада САД је дала сагласност. Библиотека је започела свој рад у просторији за дуван некадашње библиотеке Ротшилд, која је служила бомбардованој универзитетској библиотеци као смештај. Као резултат тога, у Немачкој су биле две библиотеке које су преузеле дужности и функцију националне библиотеке. Годишње су се објављивали два национална библиографска каталога готово идентична по садржају.
По поновном уједињењу Немачке 3. октобра 1990. године,  „Deutsche Bücherei Leipzig“ и „Deutsche Bibliothek Frankfurt am Main“ су спојене у нову институцију, Немачку библиотеку („Die Deutsche Bibliothek“). Закон о немачкој националној библиотеци ступио је на снагу 29. јуна 2006. Експанзија збирке за укључивање на онлајн публикације поставила је курс за прикупљање, каталогизацију и складиштење публикација у оквиру немачког културног наслеђа. Највиши управни орган библиотеке „Управни савет“, проширен је тако да укључује два посланика из „Bundestag“-а. Закон је промиенио име библиотеке у „Deutsche Nationalbibliothek“ (Немачка национална библиотека ) и њене просторије су се налазиле у Лајпцигу, Франкфурту на Мајни и Берлину.

## Архива прогнаника и контроверзе
Једна од посебних активности Немачке националне библиотеке је прикупљање и обрада штампаних и ненештампаних докумената исељеника и прогнаника са немачког говорног подручја у периоду од 1933. до 1945. године. Немачка национална библиотека одржава две избегличке колекције: Колекцију егзилске литературе 1933–1945 Немачке националне библиотеке у Лајпцигу и Немачки егзилни архив 1933–1945 Немачке националне библиотеке у Франкфурту на Мајни. Обе колекције садрже штампане радове написане или објављене у иностранству од стране емиграната са немачког говорног подручја, као и летке, брошуре и друге материјале који су у потпуности или делимично произвели прогнаници са немачког говорног подручја.
Године 1998 Немачка национална библиотека и Немачка истраживачка фондација започели пројекат финансиран из јавних извора за дигитализацију колекције „Јеврејских часописа у нацистичкој Немачкој” са приближно 30.000 страница, која се састоји од радова који су оригинално објављени између 1933 и 1943. године. Додатно је у пројекат уврштено 30 емигрантских публикација на немачком језику „Егзилни часописи на немачком језику 1933–1945”, које се састоје од око 100.000 сраница. Те колекције су постале мрежно доступне 2004. године, и оне су међу најчешће посећеним сајтовима Немачке националне библиотеке.

## Зграда у Лајпцигу
Главна зграда немачке националне библиотеке у Лајпцигу изграђена је 1914-1916, пројектовао је архитекта Оскар Пуш. Импресивна фасада је дугачка 160 метара и окружена је са „Deutscher Platz“. Зграда је отворена 19. октобра 1916. Град Лајпциг је поклонио место библиотеци, док је Фридрих Август III, краљ Саксоније, обезбедио средства за зграду. На фасади су приказани портрети Ото фон Бизмарка, Јохана Волфганга фон Гетеа и Јоханеса Гутенберга. Кипови представљају технологију, правду, филозофију, медицину, итд. Централна читаоница садржи слику Лудвига фон Хофмана, која приказује Аркадију у стилу Арт Нуво. На степеништу је приказан мурал који показује осниваче немачке библиотеке. Библиотека садржи и музеј за књиге и писма. Проширење је завршено 2010. године.

## Инвентар
- Укупно: 34,2 милиона издања[2]
  - књиге: 15,5 милиона
  - часописи: 5,2 милиона
  - аудио записи: 2,1 милиона
  - електронске публикације: 4,5 милиона